# Bälinge landskommun, Västergötland
För andra landskommuner med detta namn, se Bälinge landskommun.
Bälinge landskommun var en tidigare kommun i dåvarande Älvsborgs län.

## Administrativ historik
När kommunbegreppet infördes i samband med att 1862 års kommunalförordningar trädde i kraft inrättades över hela landet cirka 2 400 landskommuner.
I Bälinge socken i Kullings härad i Västergötland inrättades denna kommun.
Vid kommunreformen 1952 uppgick denna kommun i Vårgårda landskommun men utbröts ur denna 1955 och uppgick i Alingsås stad som 1971 ombildades till Alingsås kommun.